# فونج-ثانه
فونج-ثانه (بالفيتنامية: Phương Thanh)‏ هي مغنية وممثلة فيتنامية، ولدت في 27 أبريل 1973 بمحافظة تان هوا في فيتنام.

## وصلات خارجية
- فونج-ثانه على موقع IMDb (الإنجليزية)
- فونج-ثانه على موقع ألو سيني (الفرنسية)
- فونج-ثانه على موقع ميوزك برينز (الإنجليزية)
- فونج-ثانه على موقع أول موفي (الإنجليزية)
- فونج-ثانه على موقع ديسكوغز (الإنجليزية)
- فونج-ثانه على موقع قاعدة بيانات الفيلم (الإنجليزية)